# جان اپلتون
جان اپلتون (John Appleton) (زادهٔ ۱۱ فوریه ۱۸۱۵ – درگذشتهٔ ۲۲ اوت ۱۸۶۴)، وکیل، سیاستمدار و دیپلمات آمریکایی بود که به عنوان نخستین کاردار ایالات متحده در بولیوی و بعدتر به عنوان نماینده ویژه ایالات متحده در بریتانیای کبیر و روسیه خدمت کرد. اپلتون در بورلی، ماساچوست به‌دنیا آمد، در ۱۸۳۴ میلادی از کالج بودین فارغ‌التحصیل گردیده و از ۱۸۳۵ تا ۱۸۳۶ میلادی در مدرسه حقوق هاروارد آموزش دید. پس از اتمام هاروارد، وی یک وکیل مدافع و ویراستار روزنامه شد و همزمان به‌طور فعال در سیاست‌های حزب دموکرات دخیل گردید. در ۱۸۴۰ میلادی، وی به عنوان مسئول ثبت نام وراثت در شهرستان کامبرلند، مِین شده و در ۱۸۴۵ میلادی به عنوان متصدی ارشد وزارت نیروی دریایی ایالات متحده آمریکا شد.
اپلتون در ژانویه ۱۸۴۸ به سمت متصدی ارشد وزارت خارجه آمریکا رسید، اما در ماه مارس، زمانی که به عنوان نخستین کاردار ایالات متحده در بولیوی انتصاب شد، از سمت خود به عنوان منشی کنار رفت. این انتصاب در بولیوی ناموفق بود و اپلتون پس از شش ماه خدمت دوباره به ایالات متحده بازگشت تا علایق سیاسی شخص خود را دنبال کند. در ۱۸۵۱ میلادی، او با تفاوت اندک به عنوان عضو کنگره ایالات متحده انتخاب گردیده و از حوزه انتخابیه دوم مِین نمایندگی کرد. هنگام خدمت در کنگره، وی به داشتن مهارت عالی در سخنوری معروف گردید و به‌خاطر همین مهارت خود برای ایراد خطابه درگذشت سناتور و وزیر خارجه پیشین دنیل وبستر در ۱۸۵۲ میلادی انتخاب گردید.
اپلتون در ۱۸۵۵ میلادی به عنوان فرستاده دیپلماتیک به لندن، انگلستان فرستاده شد تا منافع ایالات متحده در مذاکرات برای پایان جنگ کریمه را بهبود بخشد. وی در ۱۸۵۷ میلادی به ایالات متحده بازگشت و به عنوان چهارمین دستیار وزیر امور خارجه ایالت متحده انتخاب گردید، سمتی که وی برا سه سال بعدی در آن باقی ماند. هنگام خدمت به عنوان دستیار وزیر خارجه، او بحث‌های را با روسیه در رابطه با خریداری احتمالی آلاسکا باز کرد، کاری که در نهایت منتهی به خرید آلاسکا توسط ایالات متحده در ۱۸۶۷ میلادی شد. همزمان، وی دبیر روزنامه طرفدار دموکرات‌ها واشینگتن یونیون بود، اما اتهام‌های مبنی بر سوءاستفاده از سمت برای منافع شخصی، به این حرفه وی آسیب زد. وی از ۱۸۶۰ تا زمان بازنشستگی در ۱۸۶۱ میلادی فرستاده ایالات متحده در روسیه بود. اپلتون در ۲۲ اوت ۱۸۶۴ درگذشت و در گورستان پورتلند اورگرین به خاک سپرده شد.

## اوایل زندگی: ۱۸۱۵ – ۱۸۴۴ میلادی
جان اپلتون در ۱۱ فوریه ۱۸۱۵ در بورلی، ماساچوست زاده شد. پدر وی جان وایت اپلتون (۱۷۸۰ – ۱۸۶۲ میلادی) ساکن پورتلند، مِین بود؛ مادر وی، سوفیا اپلتون (نام تولد: ویلیامز) (۱۷۸۶ – ۱۸۶۰ میلادی) اهل کنتیکت بود. اپلتون سومین فرزند از نُه فرزند خانواده بود و بیشتر دوران کودکی خود را در پورتلند گذراند.
اپلتون در دهه ۱۸۳۰ میلادی در کالج بودین رشته حقوق خواند، در ۱۸۳۴ میلادی با کسب مدرک دکترای حقوق از آنجا فارغ شده و در تابستان‌های ۱۸۳۵ و ۱۸۳۶ در مدرسه حقوق هاروارد به تحصیلات خود در رشته حقوق ادامه داد. در طول دهه ۱۸۳۰، وی در بنگاه‌های حقوقی نیوانگلند کار کرد. در ۲۰ ژوئن ۱۸۳۷ وی امتحان وکالت را با موفقیت در شهرستان کامبرلند، مِین سپری نموده و متعاقب آن حرفه خود به عنوان وکیل دادگستری را در پورتلند آغاز کرد. در ۱۸۳۸ میلادی، اپلتون به عنوان سردبیر روزنامه ایسترن ارگوس که در آن زمان در منطقه پورتلند فعالیت داشت و حالا منحل گردیده‌است، انتصاب یافت و در ۱۸۴۰ و از ۱۸۴۲ تا ۱۸۴۴ به عنوان مسئول ثبت نام وراثت شهرستان کامبرلند خدمت کرد. وی در ۱۸۴۰ میلادی با لورینگ دوج ازدواج نموده و تنها فرزند آنها، ابدین دوج اپلتون در ۱۸۴۳ میلادی در پورتلند به‌دنیا آمد.

## حرفه سیاسی: ۱۸۴۵ – ۱۸۶۴ میلادی

### متصدی ارشد
علاوه بر حرفه حقوقی، اپلتون به سیاست‌های دموکرات‌ها شدیداً علاقه‌مند بود. در دهه ۱۸۴۰ میلادی، او با فرماندار تنسی، جیمز کی. پولک نزدیک شد و پولک در یک انتخابات بسیار تنگاتنگ در ۱۸۴۴ میلادی رئیس‌جمهور ایالات متحده شد. پس از تحلیف پولک، اپلتون پیشنهاد وزیر نیروی دریایی ایالات متحده، جورج بانکروفت، برای پیوستن به این اداره به عنوان متصدی ارشد نیروی دریایی را پذیرفت. هنگام خدمت در این سمت نیز نزدیکی وی با پولک ادامه داشت و این نزدیکی پس از دعوت برای خدمت به عنوان خاطرات‌نویس شخصی رئیس‌جمهور در سفر حسن نیت به ایالت‌های شمال‌شرقی، به اوج خود رسید. یادداشت‌های اپلتون از این سفر بعدها طی یک کتاب ۱۳۵ صفحه‌ای تحت عنوان شمال برای اتحاد به چاپ رسید. این کتاب حاوی تمجید اپلتون از هنر و صنعت در شمال‌شرق و همچنین نارضایتی سنجیده وی از فرهنگ شهری آنجا بود. بوستون به‌خاطر نقشی که در جنگ انقلاب آمریکا ایفا نموده بود به عنوان یک مکان «عالی» توصیف گردیده و حتی به اپلتون این امکان را داده‌است تا «خست امروزی آنرا تقریباً فراموش کند». شهر لوول صنعتی به‌خاطر سوداگرایی مورد انتقاد قرار گرفته‌است، چون «در اینچنین مکان‌ها روحیه‌های جمهوری‌خواهی و قلب‌های اسپارتانی به‌خوبی آموزش نمی‌بینند». اپلتون بزرگترین شهر در این منطقه را چنین توصیف کرد:
نیویورک… از نظر اجتماعی نقص‌های دارد که مسلماً متعلق به یک مکان تجارتی و مردمان متغیر و پُردرآمد است. در اینجا هرچیز سرگشته است و هر انسان با کمال سرگرمی در حال پیگیری اهداف خودخواهانه است. کسی که به آهستگی در جاده قدم می‌زند در خطر له شدن توسط خودرو قرار دارد و همگی در اینجا به حدی شتاب دارند که اگر در واقع چنین شود، هیچ شهروندی احتمالاً وقت بلندکردن آن شخص را ندارند.
اپلتون در ۲۶ ژانویه ۱۸۴۸ به سمت متصدی ارشد وزارت خارجه ایالات متحده رسید. در این سمت، اپلتون دومین فرد قدرتمند در این وزارتخانه بود.

### کاردار در بولیوی
وزیر امور خارجه وقت ایالات متحده، جیمز بیوکنن در ۳۰ مارس ۱۸۴۸ اپلتون را به عنوان کاردار ایالات متحده در بولیوی گماشت، کشوری که به تازگی استقلال خود ار از پرو اعلام کرده بود. مهم‌ترین دستورهایی که وی باید انجام می‌داد مشتمل بود بر، ایجاد روابط اقتصادی با بولیوی، اطمینان دادن به آنها از حسن نیت ایالات متحده و تسهیل یک پیمان فرامرزی که مالکیت بندرگاه اریکا را از کشور پرو به کنترل بولیوی انتقال می‌داد. بیوکنن همچنین از اپلتون خواست تا از جایگاه خود به عنوان کاردار استفاده نموده و با «آوردن مثال کشور خود، جاییکه تمامی مناقشات در صندوق رأی‌گیری تصمیم گرفته می‌شود»، بولیوی را به‌سوی دموکراسی تشویق نماید.
اپلتون در تابستان ۱۸۴۸ میلادی به سوی بولیوی حرکت کرد. اما، در نخست به‌خاطر بروز شکستگی در کشتی یواس‌اس اونکاهی که وی را به آفریقای جنوبی انتقال می‌داد و بعداً به‌خاطر حرکت کند در مسیر کوه‌های آند به لاپاز، وی با تأخیر در بولیوی رسید. زمانی که وی در ماه اکتبر در پایتخت بولیوی رسید، دریافت که حکومت رئیس‌جمهور خوسی میگوئل دی ویلاسکو فرانکو تحت محاصره سربازان وفادار به وزیر پیشین جنگ، مانوئل اسیدورو بلزو، قرار دارد. هم دی ویلاسکو و هم بلزو مدعی بودند که رئیس دولت هستند، اما هیچ‌یک از آنها حاضر به پذیرایی از اپلتون نبودند، چون فکر می‌کردند که وی استوارنامه دیپلماتیک خود را پیشکش نموده و به عنوان کاردار کار خود را آغاز خواهد کرد. نیروهای بلزو هشت هفته بعد کنترل کشور را در دست گرفتند و اپلتون توانست در ماه دسامبر به‌طور رسمی به کار خود به عنوان کاردار آغاز نماید.

## ارجاعات
1. ↑  (Appleton 1873، ص. 26)
2. ↑  (Emery 1891، ص. 337)
3. ↑  (United States Congress 2005، ص. 574)
4. ↑  (Emery 1891، ص. 338)
5. ↑  (Emery 1891، ص. 339)
6. ↑  "Appleton, John". Maine An Encyclopedia. Retrieved September 13, 2014.
7. ↑  (American Council of Learned Societies 1943، ص. 329)
8. ↑  (Appleton 1873، ص. 33)
9. ↑  Schroeder, John H. (July 1987). "Review: North for Union, John Appleton's Journal of a Tour to New England Made by President Polk in June and July 1847". Presidential Studies Quarterly. 17 (3): 600–01. JSTOR 27550454.
10. 1 2  Dearmont, Nelson S. (July 1987). "Review: North by Union, John Appleton's Journal of a Tour to New England Made by President Polk in June and July 1847". Journal of the Early Republic. 7 (2): 202–03. doi:10.2307/3123473. JSTOR 3123473.
11. ↑  "John Appleton (1815–1864)". United States Department of State. Retrieved September 13, 2014.
12. ↑  "Chief Clerk". United States Department of State. Retrieved September 13, 2014.
13. ↑  Robertson, William Spence (August 1918). "The Recognition of the Hispanic American Nations by the United States". The Hispanic American Historical Review. 1 (3): 239–269. doi:10.2307/2505669. hdl:2027/uiug.30112063586637. JSTOR 2505669.
14. ↑  (Lehmen 1999، ص. 29)
15. ↑  Letter from James Buchanan to John Appleton, June 1, 1848, cited in (Lehmen، 1999 و page30)
16. ↑  (Emery 1891، ص. 340)
17. ↑  "History of the US Schooner Onkahye". Turks and Caicos National Museum. Archived from the original on 13 اكتبر 2014. Retrieved October 8, 2014. {{cite web}}: Check date values in: |archive-date= (help)
18. ↑  Dunkerley, James (October 1981). "Reassessing Caudillismo in Bolivia, 1825–79". Bulletin of Latin American Research. 1 (1): 13–25. doi:10.2307/3338617. JSTOR 3338617.